# Beach soccer ai Giochi mondiali sulla spiaggia
Il beach soccer è stato inserito nel programma dei Giochi mondiali sulla spiaggia sin dalla prima edizione che si è svolta nel 2019. Sono previsti due tornei, uno maschile e uno femminile.

## Torneo maschile
| 2019 Dettagli | Doha | Brasile | 9 – 3 | Russia | Iran | 5 – 5 (3 - 1 rig.) | Italia |

## Torneo femminile
| 2019 Dettagli | Doha | Spagna | 3 – 2 | Gran Bretagna | Brasile | 4 – 3 | Russia |